# Франк Джибути
Франк Джибути — денежная единица государства Джибути.
Один Франк Джибути равен 100 сантимам. Международное обозначение — DJF.
В денежном обращении находятся банкноты номиналом в 1000, 2000, 5000 и 10 000 франков. Монеты: 1, 2, 5, 10, 20, 50, 100 и 500 франков.

## Банкноты
В обороте находятся банкноты номиналом 1000, 2000, 5000 и 10 000 франков различных годов выпуска.
Банкноты серии 1979 года (кроме 500 франков) остаются законным платёжным средством, изымаются из обращения по мере износа и заменяются банкнотами современной серии.
| Банкноты Банка Джибути I серии | Банкноты Банка Джибути I серии | Банкноты Банка Джибути I серии | Банкноты Банка Джибути I серии | Банкноты Банка Джибути I серии | Банкноты Банка Джибути I серии                          | Банкноты Банка Джибути I серии                          |
| Изображение                    | Изображение                    | Номинал (франков)              | Размеры (мм)                   | Основные цвета                 | Описание                                                | Описание                                                |
| Лицевая сторона                | Оборотная сторона              | Номинал (франков)              | Размеры (мм)                   | Основные цвета                 | Лицевая сторона                                         | Оборотная сторона                                       |
| ------------------------------ | ------------------------------ | ------------------------------ | ------------------------------ | ------------------------------ | ------------------------------------------------------- | ------------------------------------------------------- |
|                                |                                | 500                            | 140×74                         | коричневый зелёный             | портрет мужчины на фоне озера Аббе, взлетающие фламинго | дау                                                     |
|                                |                                | 1000                           | 152×81                         | красный коричневый             | портрет женщины в головном уборе, поезда                | погонщик с верблюдами на фоне гор и колючего кустарника |
|                                |                                | 5000                           | 162×87                         | коричневый зелёный             | портрет мужчины на фоне зарослей                        | вид на столицу с высоты птичьего полёта                 |
|                                |                                | 10 000                         | 170×90                         | жёлтый красный                 | женщина с ребёнком, пастух с овцами, козы на дереве     | порт с высоты птичьего полёта, рыбы                     |

| Серия 1997—2009 года | Серия 1997—2009 года | Серия 1997—2009 года | Серия 1997—2009 года | Серия 1997—2009 года | Серия 1997—2009 года               | Серия 1997—2009 года           | Серия 1997—2009 года |
| Изображение          | Изображение          | Номинал (франков)    | Размеры (мм)         | Основные цвета       | Описание                           | Описание                       | Годы печати          |
| Лицевая сторона      | Оборотная сторона    | Номинал (франков)    | Размеры (мм)         | Основные цвета       | Лицевая сторона                    | Оборотная сторона              | Годы печати          |
| -------------------- | -------------------- | -------------------- | -------------------- | -------------------- | ---------------------------------- | ------------------------------ | -------------------- |
|                      |                      | 1000                 | 155×70               | розовый, красный     | портрет Али Удума                  | корабль на фоне морского порта | 2005                 |
|                      |                      | 2000                 | 160×80               | синий, голубой       | девушка на фоне каравана верблюдов | памятник на фоне дворца        | 1997 2008            |
|                      |                      | 5000                 | 168×80               | фиолетовый           | портрет Ибрагима аль-Харби         | три вооружённые женщины        | 2002                 |
|                      |                      | 10 000               | 175×80               | голубой, зелёный     | портрет Хассана Г. Аптидона        | президентский дворец           | 1999 2009            |

| Памятная банкнота 2017 года | Памятная банкнота 2017 года | Памятная банкнота 2017 года | Памятная банкнота 2017 года | Памятная банкнота 2017 года | Памятная банкнота 2017 года | Памятная банкнота 2017 года | Памятная банкнота 2017 года |
| Изображение                 | Изображение                 | Номинал (франков)           | Размеры (мм)                | Основные цвета              | Описание                    | Описание                    | Годы печати                 |
| Лицевая сторона             | Оборотная сторона           | Номинал (франков)           | Размеры (мм)                | Основные цвета              | Лицевая сторона             | Оборотная сторона           | Годы печати                 |
| --------------------------- | --------------------------- | --------------------------- | --------------------------- | --------------------------- | --------------------------- | --------------------------- | --------------------------- |
|                             |                             | 40                          | 152×69                      | Многоцветный                | акула, кораллы              | Порт Джибути                | 2017                        |

## Режим валютного курса
Для поддержания курса национальной валюты Джибути использует режим Валютного совета, при котором курс франка привязан к доллару США (код ISO 4217 — USD) в соотношении 177,721:1.